# Dactylopogon
Dactylopogon è un genere di pesci ossei estinti, appartenente agli elopiformi. Visse nel Cretaceo superiore (Campaniano, circa 75 milioni di anni fa) e i suoi resti fossili sono stati ritrovati in Europa.

## Descrizione
Questo pesce era di dimensioni medio-grandi, e poteva raggiungere i 50 centimetri di lunghezza. Possedeva un corpo affusolato e relativamente compresso lateralmente, con una testa corta e alta. La bocca era ampia, diretta all'insù. La pinna dorsale era triangolare, posta all'incirca a metà del corpo. Le pinne pettorali erano insolitamente grandi e terminavano in una sorta di filamento lungo e stretto. Le pinne pelviche erano piccole, ed erano poste in posizione appena anteriore rispetto alla pinna dorsale. La pinna anale, posta obliquamente rispetto a quella dorsale, era simile a quest'ultima per forma e dimensioni, e decresceva verso la parte posteriore. La pinna caudale era biforcuta, con lobi piuttosto stretti.

## Classificazione
Dactylopogon è stato variamente attribuito ai cipriniformi, ai mictofiformi e agli elopiformi, ma sembra che le sue effettive parentele fossero all'interno di quest'ultimo ordine. In particolare, l'alto numero di vertebre (circa 70) indicherebbe una stretta parentela con il genere attuale Elops.
Dactylopogon venne descritto per la prima volta nel 1868 da von Marck, sulla base di resti fossili rinvenuti nel giacimento di Sendenhorst, in Vestfalia (Germania); la specie tipo è Dactylopogon grandis, ma è nota anche una specie di dimensioni minori, D. parvulus. Un altro elopiforme proveniente dallo stesso giacimento è Sedenhorstia.